# San Francisco de Taboada
San Francisco de Taboada är en ort i Mexiko.   Den ligger i kommunen Silao de la Victoria och delstaten Guanajuato, i den centrala delen av landet, 290 km nordväst om huvudstaden Mexico City. San Francisco de Taboada ligger 1 757 meter över havet och antalet invånare är 104.
Terrängen runt San Francisco de Taboada är en högslätt. Runt San Francisco de Taboada är det ganska tätbefolkat, med 207 invånare per kvadratkilometer. Närmaste större samhälle är Silao, 7,0 km norr om San Francisco de Taboada. Trakten runt San Francisco de Taboada består till största delen av jordbruksmark.